# モンマジュールの夕暮れ
『モンマジュールの夕暮れ』（仏: Coucher de soleil à Montmajour、蘭: Zonsondergang bij Montmajour、英: Sunset at Montmajour）はゴッホが1888年に描いた油彩画。署名が無く長らく贋作と考えられてきたが、2013年9月9日にゴッホの作と鑑定された。
絵は縦73.3センチ×横93.3センチの油彩の風景画で、前景にオークの茂み、左手奥にモンマジュール修道院の廃墟が描かれ、それらが夕暮れの空に浮かび上がっている。これはゴッホが当時住んでいたアルルの町外れにあたるモンマジュールの丘の風景である。
ゴッホがこの絵を描いたのは死の2年前、『ひまわり』や『ファンゴッホの寝室』などが制作された、最も脂が乗っていた時期にあたる。その後、弟テオのコレクションとなり、1901年に売却された。1908年にノルウェーの実業家・収集家の Christian Nicolai Mustad は当時のオスロ国立美術館館長の勧めに従ってこの絵を購入したが、のちにフランスの駐スウェーデン大使からこれは贋作か別の画家の絵だろうと指摘され、憤激した所有者はこの絵を屋根裏に放り込み、そのまま長い間放置されることになった。当時は贋作が横行し、収集家たちはとりわけナーバスになっていた。
現在の所有者（詳細は伏せられている）は、2011年にこの絵をアムステルダムのゴッホ美術館に持ち込んで真贋の鑑定を依頼した。そして同美術館は、使用された絵の具の種類、変色の具合、描画技法などを最新機器で詳細に検証し、ゴッホの作であることを確認した。またゴッホが弟のテオに宛てた1888年夏の手紙2通にも、この絵に関するとみられる言及があった。7月5日の手紙にはこうある。
ゴッホ美術館は2013年9月9日に鑑定結果を発表し、館長のアクセル・リューガー (Axel Rueger) は「これほど大きな発見はファン・ゴッホ美術館史上初めて」と、主任研究員のルイ・ファン・ティルボルフ (Louis van Tilborgh) は「すべての鑑定結果がゴッホの作品であることを示している」と述べた。フルサイズのゴッホの絵が新たに発見されたのは1928年以来のこととなる。
真作認定当時、この絵は2013年9月24日から一年間にわたり、所有者から借り受けて同美術館で公開される予定と報じられた。